# Palacio de Akasaka
El Palacio de Akasaka (赤坂離宮, Akasaka rikyū) o Casa de Invitados del Estado (迎賓館, Geihinkan), es una de las dos residencias del gobierno de Japón. El palacio fue construido originalmente como el "Palacio Imperial del Príncipe Heredero" (東宮御所 Tōgūgosho) en 1909. 
A partir del año 1974 dejó de servir como residencia imperial para pasar a servir como alojamiento de los dignatarios importantes que visitan Japón. Está ubicado en el distrito de Moto-Akasaka, en el barrio especial de Minato, en Tokio. El año 2009 el palacio fue declarado Tesoro Nacional de Japón.
Actualmente es la residencia oficial de los emperadores eméritos.

## Visión general

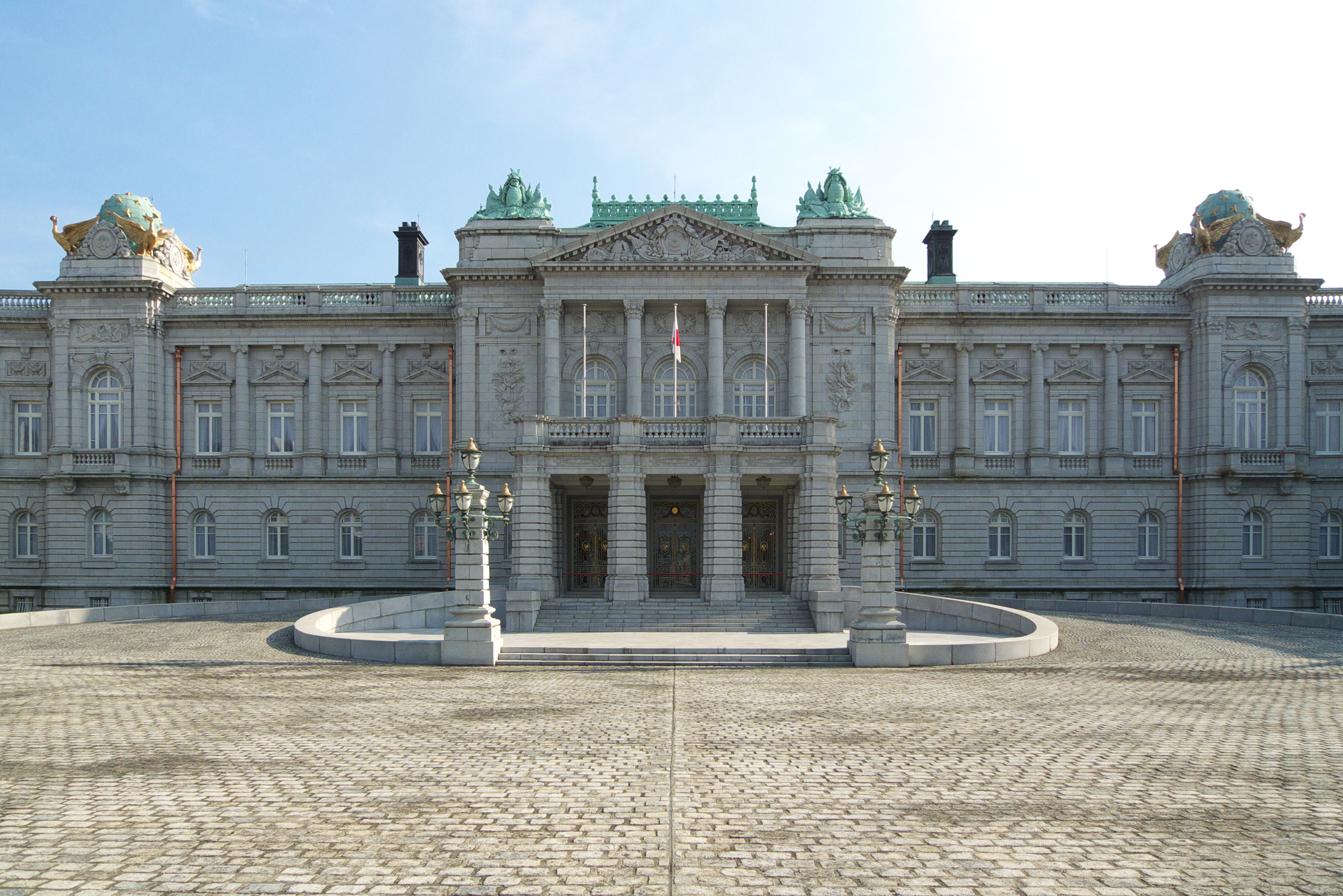
Entrada principal

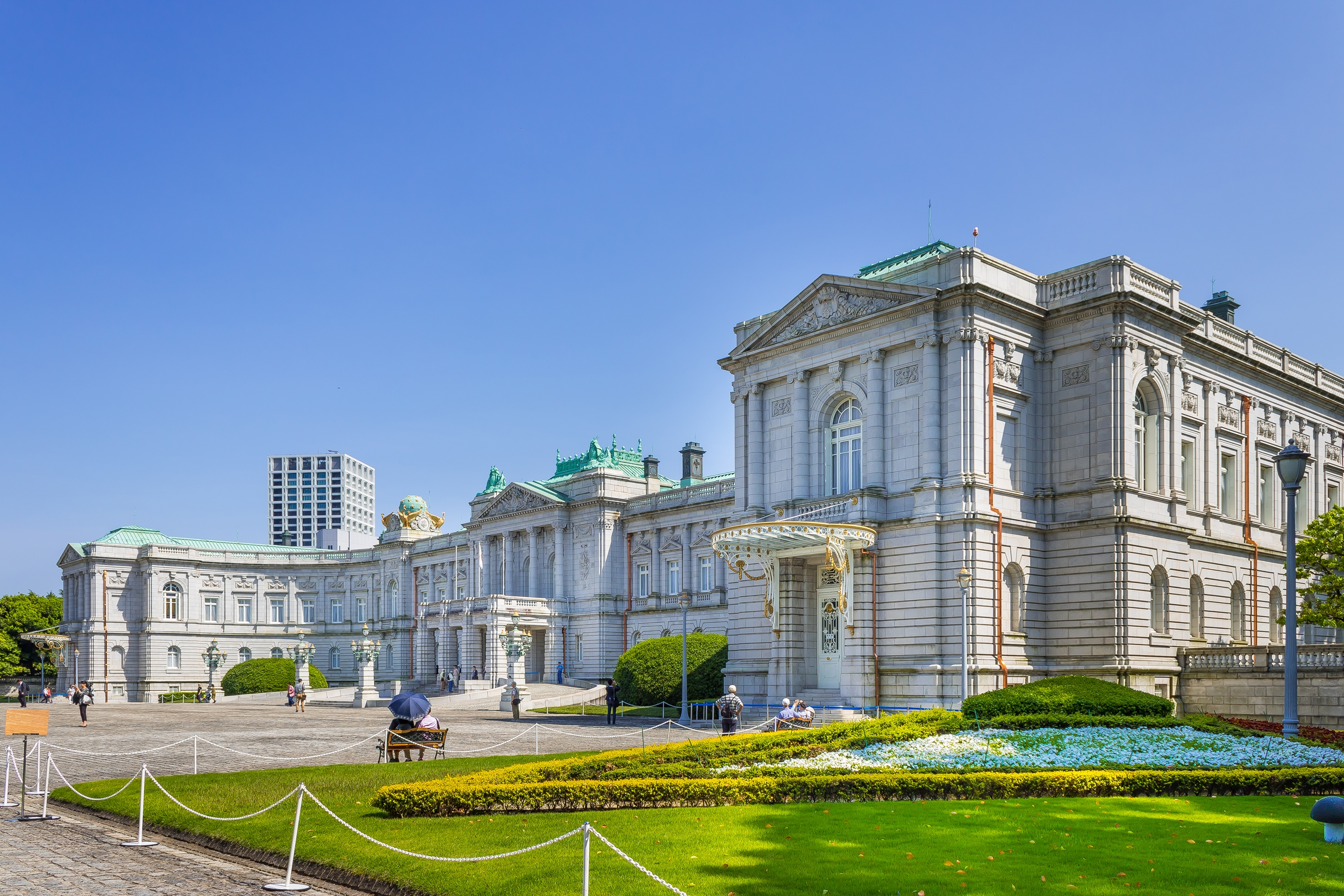
El edificio principal y el jardín principal

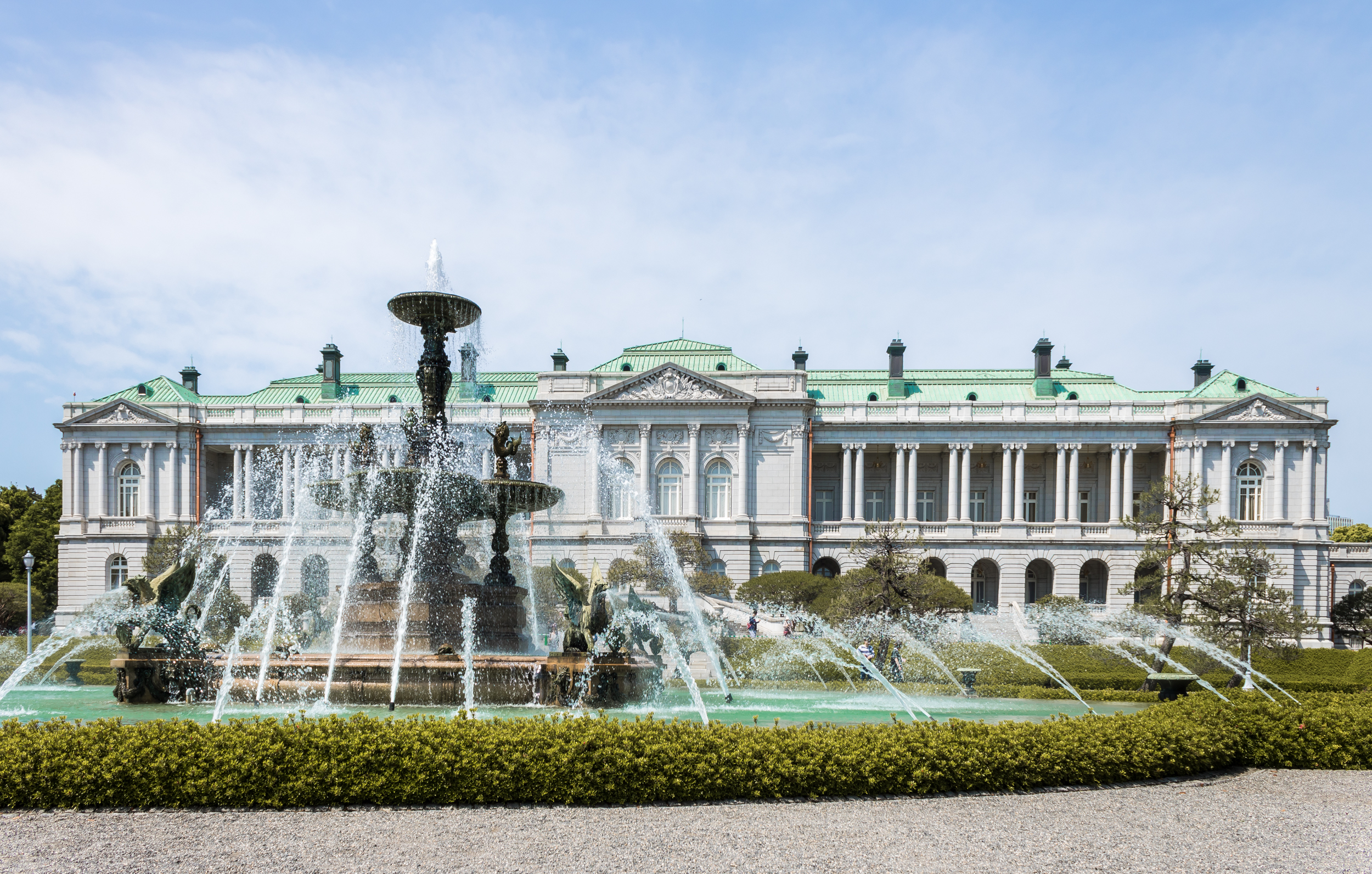
El edificio principal y la fuente

El edificio ocupa una superficie de unos 15,000 m² y, junto con un edificio más pequeño de estilo japonés y los terrenos circundantes, el conjunto tiene una superficie total de 117.000 m².
El edificio principal es el único edificio de estilo neobarroco de Japón, recordando en particular al Palacio de Buckingham, y es uno de los edificios más grandes construidos durante el periodo Meiji.
Hay una sendero de unos 3.25 km libre de cruces de carretera que rodea el palacio por el exterior.
La estación más cercana al Palacio es la Estación Yotsuya.

## Historia

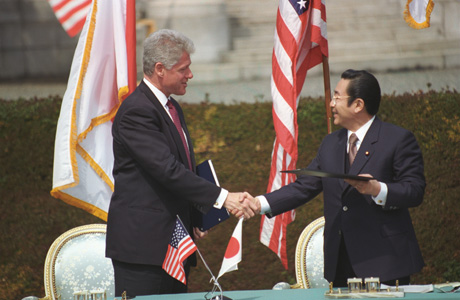
Encuentro entre el primer ministro japonés Ryūtarō Hashimoto y el presidente de los EE. UU. Bill Clinton en 1996 en el palacio de Akasaka

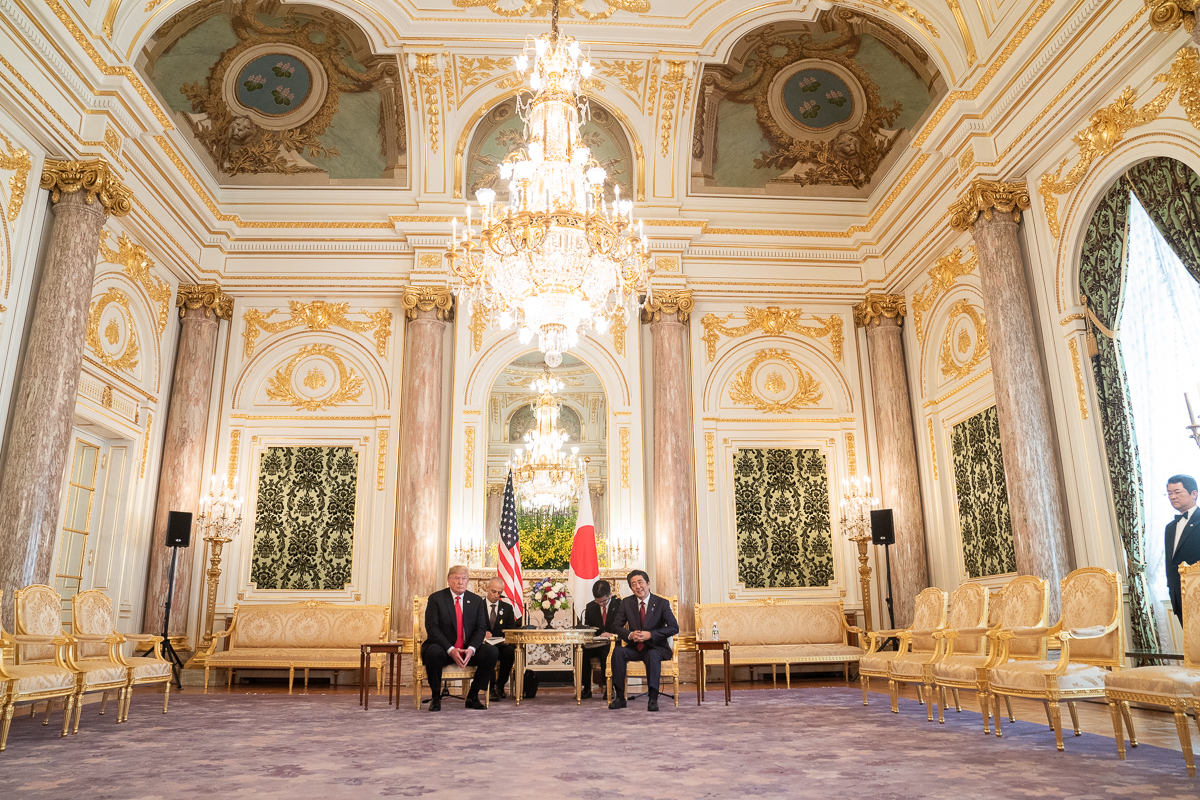
El presidente Donald Trump participa en una reunión bilateral restringida con el primer ministro de Japón, Shinzō Abe, el lunes 27 de mayo de 2019, en el Palacio Akasaka en Tokio.

El terreno que ocupa hoy en día el Palacio de Akasaka había formado parte de la residencia del Dominio de Kishū, una de las ramas principales del clan Tokugawa durante el shogunato Tokugawa. Después de la restauración Meiji, los Owari regalaron los terrenos a la Casa Imperial.
El edificio, de estilo neobarroco fue diseñado por el arquitecto Katayama Tōkuma (片山 東熊), antiguo estudiante de Josiah Conder. La construcción se realizó entre 1899 y 1909 y su función era que sirviera como residencia del príncipe heredero. 
Su nombre original era "Palacio Imperial del Príncipe Heredero" (東宮御所 Tōgūgosho), pero cuando el príncipe se trasladó se le cambió el nombre a "palacio de Akasaka".
El príncipe regente Hirohito vivió en el Palacio de Akasaka desde septiembre de 1923 hasta septiembre de 1928, dos meses antes de su coronación. El príncipe se había trasladado el 28 de agosto de 1923 a Akasaka mientras su residencia habitual era renovada cuando, cuatro días después, tuvo lugar el Gran terremoto de Kantō (1 de septiembre). Lo que se había previsto como un traslado temporal duró cinco años. Durante su estancia en el Palacio de Akasaka, el príncipe se casó y tuvo dos hijas: la princesa Sachiko (que murió a los seis meses) y la princesa Shigeko.
Tras la Segunda Guerra Mundial la administración del palacio pasó al gobierno de Japón y dejó de ser residencia imperial. En el edificio se instalaron varios departamentos gubernamentales, incluyendo la Biblioteca de la Dieta Nacional, que fue fundada en 1948, el Naikakuhouseikyoku (内閣法制局) (una agencia que asesora al gobierno sobre leyes) y el comité organizador de los JJ.OO. de Tokio de 1964.
Con el resurgimiento económico del país tras la Segunda Guerra Mundial el gobierno japonés vio la necesidad de disponer de un lugar de alojamiento para dignatarios. Para ese propósito se había usado la antigua residencia del príncipe Asaka (hoy Museo Metropolitano de Arte Teien de Tokio) pero resultaba demasiado pequeño para la época. En 1967 se decidió renovar el palacio de Asakusa para que sirviera a ese propósito. La remodelación fue dirigida por al arquitecto Togo Murano, costó 10.800 millones de yenes y tardó cinco años en completarse (1974).
El primer huésped oficial fue Gerald Ford  en 1974, en la que fue la primera visita de un presidente de los EE. UU. en el cargo a Japón. Desde entonces ha alojado a huéspedes oficiales y estatales y servido como escenario de conferencias internacionales, incluidas las cumbres del G7 de 1979, 1986 y 1993, y cumbres del Foro de Cooperación Económica Asia-Pacífico (APEC).
El edificio estuvo cerrado entre 2006 y 2009 para proceder a su renovación y fue abierto de nuevo en abril de 2009. En diciembre de 2009 el edificio principal, la puerta principal y el jardín con su fuente fueron declarados Tesoro Nacional de Japón., siendo los primeros bienes que recibieron dicha distinción desde la restauración Meiji.